# Галанин, Модест Иванович
Модест Иванович Галанин (1852—1896) — врач-гигиенист; редактор журнала «Вестник общественной гигиены, судебной и практической медицины».

## Биография
Родился в 1852 году.
В 1872 году окончил 5-ю Санкт-Петербургскую гимназию; в 1877 году — Медико-хирургическую академию.
Был назначен врачом военного лазарета передового отряда генерала Гурко и провёл зиму 1877-1878 годов на Шипке. Затем служил по министерству внутренних дел; занимался преимущественно детскими болезнями. Галаниным было составлено описание Александровской больницы для чернорабочих, в которой он работал ординатором.
В 1881 году он редактировал «Вестник водолечения и русских минеральных вод»; в декабре 1884 года был редактором газеты «Медицинский вестник». С 1889 года редактировал «Вестник общественной гигиены, судебной и практической медицины».
Умер в Санкт-Петербурге после продолжительной болезни (воспаление лёгких и болезнь сердца) 28 ноября (10 декабря) 1896 года в чине статского советника. Похоронен на Смоленском православном кладбище.
Женился 29 июля 1879 года на дочери генерал-лейтенанта С. О. Масловского Марии Семёновне.

## Комментарии
1. ↑  «Вестник общественной гигиены, судебной и практической медицины» — издание медицинского департамента министерства внутренних дел. С 1872 по 1881 г. выходил 3 раза в год под названием «Сборник сочинений по судебной медицине, судебной психиатрии, медицинской полиции, общественной гигиене, эпидемиологии, медицинской географии и медицинской статистике»; с 1882 по 1888 г. выходил 4 раза в год под именем «Вестник судебной медицины и общественной гигиены»; с 1889 года выходил ежемесячно. Редакторы: с 1872 г. — Г. И. Архангельский, со 2 тома 1875 — С. П. Ловцов, с 3 т. 1876 г. — М. Н. Шмелёв, со 2 книги 1889 г. — М. И. Галанин. — см. Вестник // Энциклопедический словарь Брокгауза и Ефрона : в 86 т. (82 т. и 4 доп.). — СПб., 1890—1907.